# Френк Волер
Френк Лерд Волер (енгл. Frank Laird Waller; Сент Пол, Минесота, 24. јун 1884 — Канзас Сити, Мисури, 29. новембар 1941) бивши је амерички атлетичар, специјалиста за трчање на средње стазе и трчање са препонама, двоструки освајач сребрне медаље на Олмпијским играма 1904. у Сент Луису.
На Играма у Сент Луису такмичио се у две дисциплине:Атлетика на Летњим олимпијским играма 1904 — 400 метара за мушкарце|400 м]] и 400 метара са препонама. У обе дисциплине освојио је друго место иза двоструког победника свог сународника Харија Хилмана. Ове успехе постигао је као студент Универзитета Висконсин-Медисон. Био је првак САД на 440 јарди 1905. и 1906. године, као и 220 јарди са препонама док се такмиче за Милвики атлетски клуб.
Завршио је гимназију у Меномони (Висконсин), а касније дипломирао на  Универзитету Висконсин 1907. После дипломирања преселио се у Чикаго одакле је отишао на турнеју са певачицом
Након његове дипломе, Валер је на турнеју са певачицом Лилинан Расел као њен пијаниста и неколико година је провео у оперским кућама у Немачкој. Касније је радио као професор певања и био на челу одељења за глас на Музичком конзерваторијуму у Канзас Ситију. Током своје каријере, био је директор Филхармонијског оркестра у Милвокију, Националне дифузне компаније у Њујорку, и WPAоркестра у Ричмонду. Међу певачима којима је радио, били су: Чарлс Сирс, Идит Мејсон, Роза Раиза, Алис Нилсен, Луиза Тетрацини, Франсес Пералта, и Олга Блани.
Умро је од срчаног обољења, након шест недеља боравка у болници. Био је неожењен.
Лични рекорди: 440y - 49,6 (1905); 400 м препоне - 53,6 (1904).